# Husassistenten
Husassistenten er en dansk stumfilm fra 1914, der er instrueret af Holger-Madsen efter manuskript af Valdemar Andersen.

## Handling
Denne artikel mangler et handlingsreferat. Hjælp os med at skrive det.